# Lincoln Child

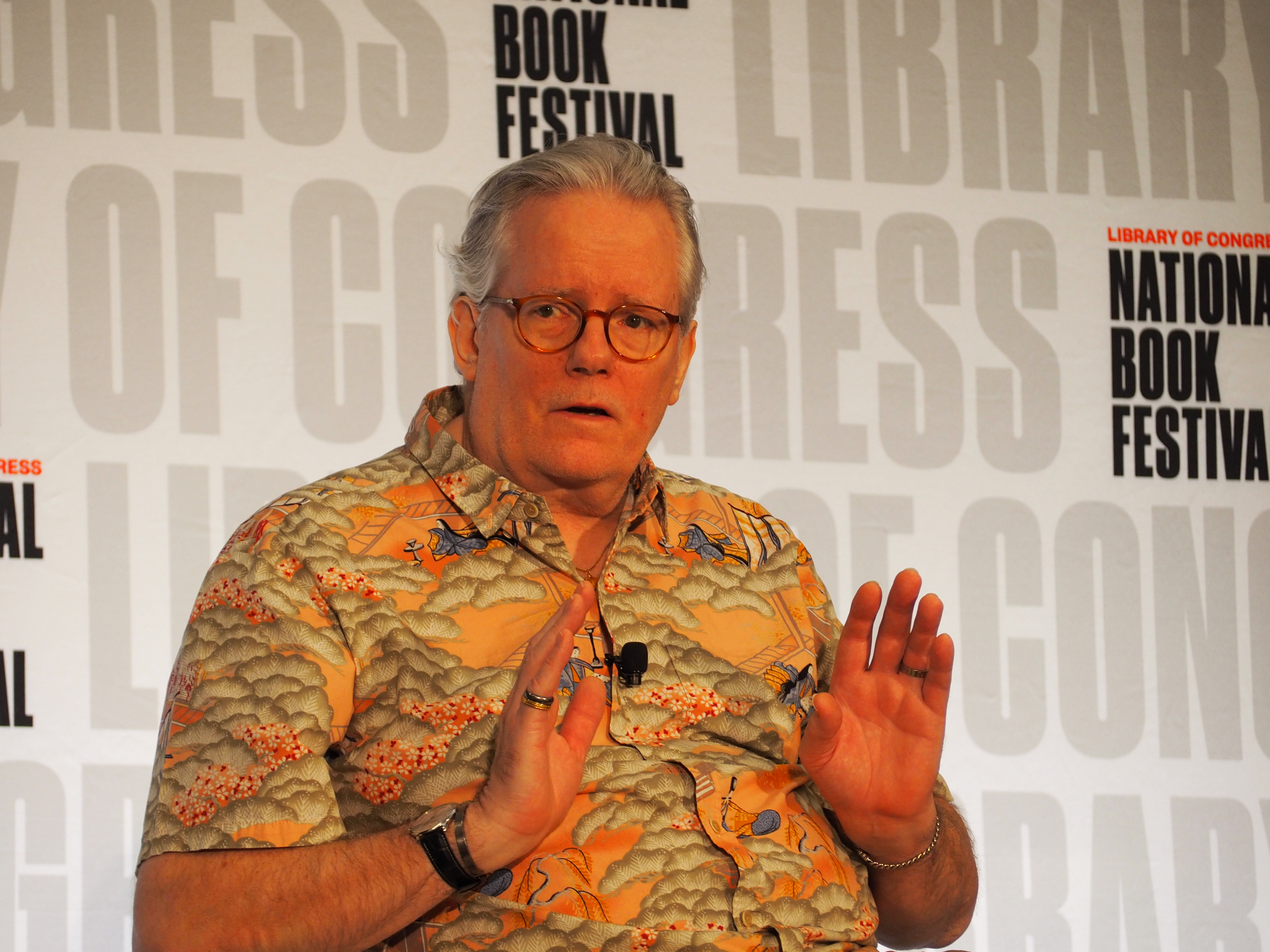
Lincoln Child

Lincoln Child (* 1957 in Westport, Connecticut) ist ein US-amerikanischer Schriftsteller.

## Leben
Child begann bereits in der zweiten Klasse Kurzgeschichten zu verfassen. Er studierte am Carleton College in Northfield, Minnesota und graduierte 1979 in englischer Literatur. Nach seinem Studium arbeitete er als Lektorassistent in New York City. 1984 erschien sein erstes Buch, eine Anthologie amerikanischer Horror-Stories. 1988, während der Arbeiten zu seinem Buch über das American Museum of Natural History in New York, lernte er Douglas Preston kennen. Es war der Beginn einer erfolgreichen Zusammenarbeit als Thriller-Autoren. Das Relikt, ihr erster gemeinsamer Roman, wurde 1995 veröffentlicht und 1996 verfilmt.

## Werke
die Jeremy-Logan-Reihe
- 2007: Deep Storm
  - Wächter der Tiefe, dt. von Axel Merz; Wunderlich, Reinbek bei Hamburg 2008, ISBN 978-3-8052-0842-0
- 2009: Terminal Freeze
  - Nullpunkt, dt. von Axel Merz; Wunderlich, Reinbek bei Hamburg 2010, ISBN 978-3-8052-0882-6
- 2012: The Third Gate
  - Hüter des Todes, dt. von Axel Merz; Rowohlt, Reinbek bei Hamburg 2013, ISBN 3-499-26660-1
- 2015: The Forgotten Room
  - Frequenz, dt. von Axel Merz; Wunderlich, Reinbek bei Hamburg 2016, ISBN 3-8052-5095-9
- 2017: Full Wolf Moon
  - Der Luna-Effekt, dt. von Axel Merz; Wunderlich, Reinbek bei Hamburg 2018, ISBN 978-3-8052-0018-9
- 2022: Chrysalis
  - Omega: Das System kontrolliert dich, dt. von Axel Merz; Wunderlich, Reinbek bei Hamburg 2022, ISBN 978-3-8052-0107-0

andere
- 2002: Utopia
  - Das Patent, dt. von Ronald M. Hahn; Droemer, München 2004, ISBN 978-3-426-19632-8
- 2004: Death Match
  - Eden Inc., dt. von Ronald M. Hahn; Droemer, München 2005, ISBN 978-3-426-19633-5
  - auch als: Eden – Tödliches Programm, gleiche Übersetzung; Knaur, München 2006, ISBN 3-426-63460-0

### Zusammen mit Douglas Preston

#### Die Pendergast-Romane
- 1995: Relic
  - Relic – Museum der Angst
- 1997: Reliquary (Fortsetzung von Relic)
  - Attic – Gefahr aus der Tiefe
- 2002: The Cabinet of Curiosities
  - Formula – Tunnel des Grauens, dt. von Klaus Fröba; Droemer, München 2003, ISBN 978-3-426-19607-6
- 2003: Still Life with Crows
  - Ritual – Höhle des Schreckens, dt. von Klaus Fröba; Droemer, München 2004, ISBN  978-3-426-19648-9

Die Diogenes-Trilogie:
- 2004: Brimstone
  - Burn Case – Geruch des Teufels
- 2005: Dance of Death
  - Dark Secret – Mörderische Jagd, dt. von Michael Benthack; Droemer, München 2006, ISBN 978-3-426-19722-6
- 2006: The Book of the Dead
  - Maniac – Fluch der Vergangenheit, dt. von Michael Benthack; Droemer, München 2007, ISBN 978-3-426-19723-3

- 2007: The Wheel of Darkness
  - Darkness – Wettlauf mit der Zeit, dt. von Michael Benthack; Droemer, München 2009, ISBN 978-3-426-19808-7
- 2009: Cemetery Dance
  - Cult – Spiel der Toten, dt. von Michael Benthack; Droemer, München 2010, ISBN 978-3-426-19809-4

Die Helen-Trilogie:
- 2010: Fever Dream
  - Fever – Schatten der Vergangenheit, dt. von Michael Benthack; Droemer, München 2011, ISBN 978-3-426-19891-9
- 2011: Cold Vegeance
  - Revenge – Eiskalte Täuschung, dt. von Michael Benthack; Droemer, München 2011, ISBN 978-3-426-19899-5
- 2013: Two Graves
  - Fear – Grab des Schreckens, dt. von Michael Benthack; Droemer, München 2013, ISBN 978-3-426-19900-8

- 2012: Extraction
  - Snap - Im Haus des Bösen : Eine Aloysius Pendergast-Kurzgeschichte, Knaur eBook 2013, ISBN 978-3-426-42023-2

- 2013: White Fire
  - Attack – Unsichtbarer Feind, dt. von Michael Benthack; Droemer, München 2013, ISBN 978-3-426-19985-5
- 2014: Blue Labyrinth
  - Labyrinth – Elixier des Todes, dt. von Michael Benthack; Droemer, München 2015, ISBN 978-3-426-65380-7
- 2016: Crimson Shore
  - Demon – Sumpf der Toten, dt. von Michael Benthack; Knaur, München 2017, ISBN 978-3-426-65402-6
- 2017: The Obsidian Chamber
  - Obsidian – Kammer des Bösen, dt. von Michael Benthack; Knaur, München 2017, ISBN 978-3-426-65425-5
- 2018: City of Endless Night
  - Headhunt – Feldzug der Rache, dt. von Michael Benthack; Knaur, München 2018, ISBN 978-3-426-65426-2
- 2018: Verses for the Dead
  - Grave – Verse der Toten, dt. von Michael Benthack; Knaur, München 2019, ISBN 978-3-426-22694-0
- 2020: Crooked River
  - Ocean - Insel des Grauens, dt. von Frauke Czwikla; Knaur, München 2020, ISBN 978-3-426-22695-7
- 2021: Bloodless
  - Bloodless - Grab des Verderbens, dt. von Frauke Czwikla; Knaur, München 2021, ISBN 978-3-426-22768-8

#### Gideon-Crew-Romane
- 2011: Gideon’s Sword: A Gideon Crew Novell
  - Mission – Spiel auf Zeit, dt. von Michael Benthack; Droemer, München 2011, ISBN 978-3-426-19903-9
- 2012: Gideon’s Corpse
  - Countdown – Jede Sekunde zählt, dt. von Michael Benthack; Droemer, München 2012, ISBN 978-3-426-21355-1
- 2014: The Lost Island
  - Lost Island – Expedition in den Tod, dt. von Michael Benthack; Knaur, München 2015, ISBN 978-3-426-51497-9
- 2017: Beyond Ice Limit
  - Ice Limit – Abgrund der Finsternis; dt. von Michael Benthack; Knaur, München 2017, ISBN 978-3-426-51498-6
- 2018: The Pharaoh Key
  - Pharaoh Key – Tödliche Wüste; dt. von Michael Benthack; Knaur, München 2019, ISBN 978-3-426-51499-3

Corrie-Swanson-und-Nora-Kelly-Romane
- 2019: Old Bones
  - Old Bones – Tote lügen nie; dt. von Michael Benthack; Knaur, München 2020, ISBN 978-3-426-52418-3
- 2021: The Scorpion's Tail
  - Old Bones – Das Gift der Mumie; dt. von Michael Benthack; Knaur, München 2021, ISBN 978-3-426-52420-6
- 2022: Diablo Mesa
  - Old Bones – Die Toten von Roswell; dt. von Michael Benthack; Knaur, München 2022, ISBN 978-3-426-52817-4

- 2024: Dead Mountain
  - Old Bones – Das neunte Opfer; dt. von Michael Benthack; Knaur, München 2025, ISBN 978-3-426-52818-1

#### Andere Romane
- 1996: Mount Dragon
  - Mount Dragon – Labor des Todes, dt. von Thomas A. Merk; Droemer Knaur, München 2002, ISBN 978-3-426-62097-7
- 1998: Riptide
  - Riptide – Mörderische Flut
- 1999: Thunderhead
  - Thunderhead – Schlucht des Verderbens, dt. von Thomas A. Merk; Droemer Knaur, München 2002, ISBN 978-3-426-62158-5
- 2000: The Ice Limit
  - Ice Ship, dt. von Klaus Fröba; Droemer, München 2002, ISBN 978-3-426-19569-7
  - auch als: Ice Ship – Tödliche Fracht, gleiche Übersetzung, Knaur, München 2004, ISBN 978-3-426-62540-8

## Filmografie
- 1996: Das Relikt (Relic)